# Atalaya calcicola
Atalaya calcicola är en kinesträdsväxtart som beskrevs av Sally T. Reynolds. Atalaya calcicola ingår i släktet Atalaya och familjen kinesträdsväxter. Inga underarter finns listade i Catalogue of Life.